# Mythicomyia vilis
Mythicomyia vilis är en tvåvingeart som beskrevs av Axel Leonard Melander 1961. Mythicomyia vilis ingår i släktet Mythicomyia och familjen svävflugor. Inga underarter finns listade i Catalogue of Life.